# کلرویل، نیو ساوت ولز
کلرویل (به انگلیسی: Clareville) یک حومه شهر در استرالیا است که در نیو ساوت ولز واقع شده‌است.